# Jared Aulin
Jared Aulin (* 15. března 1982 v Calgary, Alberta) je bývalý kanadský hokejový útočník.

## Hráčská kariéra

### Amatérská kariéra
V sezóně 1997/98 hrával v lize AMBHL za tým Airdrie Xtreme Bantam AAA, za který odehrál 55 zápasů v nichž nasbíral 103 bodů. V sezóně se připojil k juniorskému týmu Kamloops Blazers hrající v lize WHL. V následující sezóně hrával už jen za tým Blazers, za který odehrál celkem pět sezón, přesněji 230 zápasů za které nasbíral 256 bodů a v průměru bod za zápas má 1.11. V létě roku 2000 byl draftován týmem Colorado Avalanche ve druhém kole ze 47. místa. 22. března 2001 byl společně s Adamem Deadmarshem, Aaronem Millerem, 1. kolo draftu 2001 (David Steckel) a 1. kolo draftu 2003 (Brian Boyle) a později byla jeho práva vyměněna do týmu Los Angeles Kings za obránce Roba Blake a útočníka Steveho Reinprechta. V závěru své juniorské kariéry si zahrál za kanadskou juniorskou reprezentaci v mistrovství světa juniorů 2002, kde s reprezentací vybojovali stříbrné medaile.

### Profesionální kariéra
1. června 2002 podepsal tříletý vstupní kontrakt s klubem Los Angeles Kings. Do prvních zápasů v profesionální soutěži debutoval v na farmě Kings v Manchester Monarchs. Během sezóny byl povolán do hlavního kádru Kings, se kterým odehrál sedmnáct zápasů v NHL a nasbíral v nich čtyři body, dva góly a asistence. Ve svém předposlední zápase v NHL odehrál 7. únor 2003 svůj nejlepší zápas v lize v bodové kategorii, kdy nasbíral tři body (dva góly a jednu asistenci). Poslední zápas v kariéře v NHL odehrál 9. únor 2003 proti týmu Dallas Stars. Před sezónou 2003/04 jsi v přípravném zápase nováčků NHL poranil levé ramene, které si vyžádalo artroskopickou operaci. Nakonec zůstal zraněný pro většinu sezóny a následně byl 9. března 2004 vyměněn do týmu Washington Capitals za útočníka Ansona Cartera. V závěru ročníku se vrátil po zranění na led, Capitals ho však poslal na jejich farmu v Portland Pirates, kde dokončil sezónu. Za Portland Pirates odehrál i následující sezónu 2004/05, která byla výlukou v NHL.
Do nové sezóny 2005/06 se vedení Capitals představil s novou spolupráci s farmářským týmem Hershey Bears, kde byli převedeni všichni hráči z minule sezóny, kteří oblékali dres Portland Pirates včetně Aulina. S Bears odehrál poslední ročník za farmářský celek Capitals, s kádrem Bears pomohl k zisku Calder Cupu. Po vypršení smlouvy odešel do klubu Springfield Falcons, se kterým podepsal smlouvu jako volný hráč. Za klub však odehrál třináct zápasů, poté byl z klubu propuštěn kvůli zhoršujícímu stavu zranění ramene. Během léta v roce 2007 se vrátil opět k hokeji, hrál v lize CIS za tým University of Calgary. Celou sezónu 2008/09 musel vynechat, jelikož si opět přivodil zranění ramene. Do profesionálního hokeje se opět pokouší vrátit a 1. října 2009 byl pozván na přípravný kemp Columbus Blue Jackets. Do základní sestavy se již nevešel a vedení klubu se rozhodlo poslat Aulina do farmářského týmu Syracuse Crunch. Po 31 odehraných zápasech byl umístěn na třetím místě v celé lize v kanadském bodování a 2. ledna 2010 podepsal smlouvu do konce sezóny s klubem Syracuse Crunch.
Po vypršení smlouvy se stal volným hráčem a 27. září 2010 přijal pozvání na zkoušku do týmu Edmonton Oilers, ale v klubu Oilers nezůstal. 29. října 2010 opustil Severní Ameriku a rovněž podepsal jednoletou smlouvu se švédský klubem Leksands IF, hrající druhou nejvyšší soutěž (HockeyAllsvenskan). Za klub Leksands IF odehrál jednu sezónu, ve které si zahrál 36 zápasů v nichž nasbíral celkem 30 bodů. S týmem se jim podařilo postoupit do nadstavby o kvalserien, ale dále se již neprobojovali. Po vypršení kontraktu podepsal 28. června 2011 jednoletou smlouvu s klubem Örebro HK, taktéž hrající v lize HockeyAllsvenskan.

## Ocenění a úspěchy
- 1998 AMBHL – Nejužitečnější hráč
- 2000 CHL – Top Prospects Game
- 2001 WHL – Nejlepší nahrávač
- 2001 WHL – První západní All-Star Tým
- 2002 WHL – První západní All-Star Tým
- 2003 AHL – All-Star Game
- 2013 HAll – Nejlepší nahrávač
- 2013 HAll – Nejproduktivnější hráč
- 2013 Postup s týmem Örebro HK do SEL
- 2018 Postup s týmem Rapperswil-Jona Lakers do NL

## Prvenství
- Debut v NHL – 17. prosince 2002 (Los Angeles Kings proti St. Louis Blues)
- První asistence v NHL – 7. ledna 2003 (Dallas Stars proti Los Angeles Kings)
- První gól v NHL – 7. února 2003 (Los Angeles Kings proti Carolina Hurricanes, kanadskému brankáři Kevin Weekes)

## Klubové statistiky
| Sezóna       | Klub                      | Soutěž                 |                        | Základní část          | Základní část          | Základní část          | Základní část          | Základní část          |                        | Play off               | Play off               | Play off               | Play off               | Play off               |
| Sezóna       | Klub                      | Soutěž                 | Z                      | G                      | A                      | B                      | TM                     | Z                      | G                      | A                      | B                      | TM                     |                        |                        |
| 1997/1998    | Airdrie Xtreme Bantam AAA | AMBHL                  | 55                     | 42                     | 61                     | 103                    | 60                     | —                      | —                      | —                      | —                      | —                      |                        |                        |
| 1997/1998    | Kamloops Blazers          | WHL                    | 2                      | 0                      | 0                      | 0                      | 0                      | —                      | —                      | —                      | —                      | —                      |                        |                        |
| 1998/1999    | Kamloops Blazers          | WHL                    | 55                     | 7                      | 19                     | 26                     | 23                     | 13                     | 1                      | 3                      | 4                      | 2                      |                        |                        |
| 1999/2000    | Kamloops Blazers          | WHL                    | 57                     | 17                     | 38                     | 55                     | 70                     | 4                      | 0                      | 1                      | 1                      | 6                      |                        |                        |
| 2000/2001    | Kamloops Blazers          | WHL                    | 70                     | 31                     | 77                     | 108                    | 62                     | 4                      | 0                      | 2                      | 2                      | 0                      |                        |                        |
| 2001/2002    | Kamloops Blazers          | WHL                    | 46                     | 33                     | 34                     | 67                     | 80                     | 4                      | 1                      | 2                      | 3                      | 2                      |                        |                        |
| 2002/2003    | Manchester Monarchs       | AHL                    | 44                     | 12                     | 32                     | 44                     | 21                     | 3                      | 0                      | 4                      | 4                      | 0                      |                        |                        |
| 2002/2003    | Los Angeles Kings         | NHL                    | 17                     | 2                      | 2                      | 4                      | 0                      | —                      | —                      | —                      | —                      | —                      |                        |                        |
| 2003/2004    | Portland Pirates          | AHL                    | 10                     | 2                      | 1                      | 3                      | 4                      | 6                      | 1                      | 1                      | 2                      | 4                      |                        |                        |
| 2004/2005    | Portland Pirates          | AHL                    | 65                     | 11                     | 28                     | 39                     | 30                     | —                      | —                      | —                      | —                      | —                      |                        |                        |
| 2005/2006    | Hershey Bears             | AHL                    | 61                     | 11                     | 28                     | 39                     | 38                     | 5                      | 0                      | 0                      | 0                      | 6                      |                        |                        |
| 2006/2007    | Springfield Falcons       | AHL                    | 13                     | 2                      | 2                      | 4                      | 2                      | —                      | —                      | —                      | —                      | —                      |                        |                        |
| 2007/2008    | University of Calgary     | CIS                    | 16                     | 14                     | 20                     | 34                     | 22                     | —                      | —                      | —                      | —                      | —                      |                        |                        |
| 2008/2009    | Vynechal kvůli zranění    | Vynechal kvůli zranění | Vynechal kvůli zranění | Vynechal kvůli zranění | Vynechal kvůli zranění | Vynechal kvůli zranění | Vynechal kvůli zranění | Vynechal kvůli zranění | Vynechal kvůli zranění | Vynechal kvůli zranění | Vynechal kvůli zranění | Vynechal kvůli zranění | Vynechal kvůli zranění | Vynechal kvůli zranění |
| 2009/2010    | Syracuse Crunch           | AHL                    | 64                     | 16                     | 21                     | 37                     | 36                     | —                      | —                      | —                      | —                      | —                      |                        |                        |
| 2010/2011    | Leksands IF               | HAll                   | 36                     | 10                     | 20                     | 30                     | 28                     | 5                      | 3                      | 0                      | 3                      | 6                      |                        |                        |
| 2011/2012    | Örebro HK                 | HAll                   | 49                     | 25                     | 33                     | 58                     | 24                     | 9                      | 0                      | 4                      | 4                      | 6                      |                        |                        |
| 2012/2013    | Örebro HK                 | HAll                   | 48                     | 16                     | 34                     | 50                     | 34                     | —                      | —                      | —                      | —                      | —                      |                        |                        |
| 2013/2014    | Örebro HK                 | SEL                    | 50                     | 7                      | 20                     | 27                     | 36                     | —                      | —                      | —                      | —                      | —                      |                        |                        |
| 2014/2015    | Örebro HK                 | SEL                    | 47                     | 7                      | 17                     | 24                     | 6                      | 3                      | 0                      | 2                      | 2                      | 2                      |                        |                        |
| 2015/2016    | Rapperswil-Jona Lakers    | NLB                    | 45                     | 11                     | 34                     | 45                     | 22                     | 12                     | 3                      | 6                      | 9                      | 0                      |                        |                        |
| 2016/2017    | Rapperswil-Jona Lakers    | NLB                    | 47                     | 19                     | 35                     | 54                     | 24                     | 14                     | 2                      | 6                      | 8                      | 14                     |                        |                        |
| 2017/2018    | Rapperswil-Jona Lakers    | NLB                    | 39                     | 11                     | 35                     | 46                     | 18                     | 13                     | 4                      | 10                     | 14                     | 2                      |                        |                        |
| 2018/2019    | SC Rapperswil-Jona Lakers | NL                     | 19                     | 0                      | 4                      | 4                      | 8                      | —                      | —                      | —                      | —                      | —                      |                        |                        |
| 2018/2019    | Straubing Tigers          | DEL                    | 19                     | 1                      | 9                      | 10                     | 0                      | 2                      | 0                      | 0                      | 0                      | 0                      |                        |                        |
| 2019/2020    | Manchester Storm          | EIHL                   | 48                     | 10                     | 35                     | 45                     | 26                     | —                      | —                      | —                      | —                      | —                      |                        |                        |
| Celkem v NHL | Celkem v NHL              | Celkem v NHL           | 17                     | 2                      | 2                      | 4                      | 0                      | —                      | —                      | —                      | —                      | —                      |                        |                        |
| Celkem v AHL | Celkem v AHL              | Celkem v AHL           | 257                    | 54                     | 122                    | 166                    | 131                    | 14                     | 1                      | 5                      | 6                      | 10                     |                        |                        |
| Celkem v WHL | Celkem v WHL              | Celkem v WHL           | 230                    | 88                     | 168                    | 256                    | 235                    | 25                     | 2                      | 8                      | 10                     | 10                     |                        |                        |

## Reprezentace
| Rok                       | Tým                       | Soutěž                    | Z | G | A | B | TM |
| ------------------------- | ------------------------- | ------------------------- | - | - | - | - | -- |
| 2002                      | Kanada 20                 | MSJ                       | 7 | 4 | 5 | 9 | 4  |
| Juniorská kariéra celkově | Juniorská kariéra celkově | Juniorská kariéra celkově | 7 | 4 | 5 | 9 | 4  |